# Чеони синус
Чеони синус (лат. sinus frontalis) је парна параназална шупљина смештена унутар чеоне кости и то најчешће на споју њеног хоризонталног и вертикалног дела. Појављује се око друге године живота. Унутрашњост синуса је обложена слузокожом и испуњена ваздухом, а између десне и леве шупљине се налази међусинусна преграда (лат. septum sinuum frontalium s. septum intersinuale frontale). Неки аутори користе и назив ситасточеони синус, јер се сматра да шупљина у чеоној кости настаје пнеуматизацијом од стране ситастих ћелија.
До агенезије (изостанка развоја) чеоног синуса долази у око 7-10% случајева. Димензије су му варијабилне па се разликују мали, средњи и велики синуси. Средњи је најчешћи и среће се код 52% људске популације. Понекад се они шире и у околне кости (велика и мала крила клинасте кости, усправни лист ситасте кости, носна и сузна кост, чеони наставак горње вилице) и стварају тзв. шпагове. И облик је варијабилан, мада највећи број синуса има облик тростране пирамиде.
Предњи зид синуса је поткожан и веома је важан у клиничком смислу, јер је преко њега приступа шупљини синуса у случају разних хируршких интервенција. Задњи зид одваја синус од предње лобањске јаме и дебео је свеја 1-2 mm. Унутрашњи зид представља међусинусну преграду троугластог облика, која је постављена приближно у средишњој равни лица али се обично у горњем делу савија на десну или леву страну. Доњи зид или под одваја унутрашњост синуса од очне дупље.

## Веза са носном дупљом
Везу између синуса и носне дупље представља средњи носни канал (лат. meatus nasi medius). Он полази од отвора чеоног синуса који се налази на његовом поду непосредно уз преграду и спушта се наниже, уназад и унутра до средњег носног ходника. Његова укупна дужина износи 4-6 mm.